# Henry K. Beecher
Henry Knowles Beecher (* 4. Februar 1904 in Wichita (Kansas) als Harry Unangst; † 25. Juli 1976 in Boston) war ein amerikanischer Pionier der Anästhesie und Hochschullehrer an der Harvard Medical School.
Bekannt ist er durch seine Arbeit am Placebo-Effekt. Außerdem war ein Artikel im New England Journal of Medicine aus dem Jahr 1966 über unethische Praktiken in medizinischen Experimenten maßgeblich an der Umsetzung von Richtlinien bei Menschenversuchen und der informierten Einwilligung beteiligt. Später wurde auch Kritik daran laut, dass er selbst an Menschenversuchen mit psychoaktiven Substanzen für amerikanische Geheimdienste beteiligt war.

## Leben

### Jugend
Beecher wurde 1904 geboren und änderte seinen Nachnamen in seinen 20er Jahren in Beecher. Die Gründe dafür sind unbekannt, allerdings erreichte er mit diesem Namenswechsel eine leichtere Einprägsamkeit seines Namens, welche vom Bekanntheitsgrad der Beecher-Familie, wie beispielsweise des Predigers Henry Ward Beecher oder der Autorin Harriet Beecher Stowe, getragen wurde. Faktisch war er mit der Familie Beecher jedoch nicht verwandt.

### Ausbildung
Beecher erlangte im Jahr 1926 einen Bachelorabschluss und einen Masterabschluss im Jahr 1927 in physikalischer Chemie an der University of Kansas. Während seiner Zeit einer Promotion in Chemie an der Universität Paris-Sorbonne wurde er „überredet“ stattdessen Medizin zu studieren.
Im Jahr 1928 erfolgte ein Wechsel zur Harvard Medical School, an der er in den Jahren von 1929 bis 1931 ein Forschungsstipendium bekam.
Beecher absolvierte seine Promotion 1932 mit cum laude.
Zwei seiner Artikel, die 1933 im Journal of Applied Physiology veröffentlicht wurden, wurden mit dem Warren Triennial Prize ausgezeichnet. Durch diese beiden Artikel, sowie Beechers Arbeit während seines letzten Jahres an der Hochschule, wurde Edward Delos Churchill, Professor für Chirurgie an der University of Harvard auf ihn aufmerksam und Beechers Mentor. Als Postgraduierter erhielt er zwei Jahre am Massachusetts General Hospital (MGH) von Churchill eine chirurgische Ausbildung. 1935 reiste er nach Dänemark, um im Labor für Physiologie des Nobelpreisträgers August Krogh zu arbeiten.

### Karriere
Nachdem er 1936 in die USA zurückgekehrt war, wurde er als Chef-Anästhesist an das Massachusetts General Hospital berufen und von Dr. Churchill als Ausbilder in Anästhesie an der Harvard Medical School eingestellt. Im Jahr 1939 wurde Beecher Assistenzprofessor und erhielt 1941 – als erster Anästhesist in den USA – eine Stiftungsprofessor, welche von Henry Isaiah Dorr Professor of Anaesthesia Research vergeben wurde.
Während des Zweiten Weltkrieges diente Beecher in der U.S. Army in Nordafrika und Italien als Militärarzt im Rang eines Oberleutnants. Er erhielt fünf Battle-Star-Auszeichnungen und 1945 die Legion of Merit.
Seine Erfahrung im Krieg mit der klinischen Pharmakologie inspirierte ihn, Placebo ähnliche Phänomene zu untersuchen.
Im Jahr 1967 wurde er Vorsitzender des Forschungskomitees am MGH und Mitglied des General Executive Committee.
1969 ging er am MGH in den Ruhestand und 1970 wurde er auch an der Harvard Medical School emeritiert.

### Tätigkeiten für die Geheimdienste
Nach einem Dokumentarfilm des SWR von Egmont R. Koch (Folterexperten – Die geheimen Methoden der CIA, 2007), einem Buch von Koch und einem Aufsatz von Alfred W. McCoy wertete Beecher für US-Stellen die medizinischen Versuche in deutschen Konzentrationslagern aus – insbesondere zu Meskalin als „Wahrheitsdroge“ durch Kurt Plötner im KZ Dachau.
Im Nachkriegsdeutschland war Beecher als wissenschaftlicher Leiter an medizinischen Experimenten der CIA zu „Wahrheitsdrogen“ (Meskalin und LSD) beteiligt.
Durchgeführt wurden diese in einem geheimen CIA-Gefängnis mit dem Namen "Villa Schuster" (später umbenannt in "Haus Waldhof") in Kronberg nahe Frankfurt. Dies stand im engen Zusammenhang mit der Verhörungszentrale Camp King im Westen Deutschlands. Einem Zeugenbericht zufolge starben einige der verhörten Personen während der Experimente. Dieser Bericht legt dar, dass Beecher seit 1951 regelmäßig in Camp King war und Menschenexperimente vorbereitete. Zusammen mit den Verhörspezialisten der CIA, den sogenannten “rough boys”, dachte Beecher über weitere Experimente nach und riet zum Test von verschiedenen Medikamenten. Außerdem arbeitete er mit dem unter den Nationalsozialisten an Menschenversuchen in Konzentrationslagern beteiligten ehemaligen Generalarztes Walter Paul Schreiber zusammen, um „Ideen auszutauschen“. Später beschrieb Beecher Schreiber in einem Bericht als „intelligent und kooperativ“.
Laut Koch fiel im Januar 1953 ein depressiver Patient in ein tiefes Koma und starb, weil ihm am New York State Psychiatric Institute and Hospital eine Meskalin-Spritze auf Rat von Beecher verabreicht wurde.
Beechers Arbeit trug zu den Kubark-Handbüchern bei.

## Werk

### Beecher und der Placeboeffekt
Beecher ist vor allem für seinen Aufsatz The Powerful Placebo im Journal of the American Medical Association aus dem Jahr 1955 zum „Placeboeffekt“ bekannt. Er war aber nicht der Erste, der den Begriff einführte oder sich damit befasste (siehe Geschichte des Placebos). Bereits im Jahr 1920 schrieb T.C Graves über den „Placeboeffekt“
Die Bedeutung von Beechers Artikel lag darin, dass er die Notwendigkeit von doppelblinden, placebokontrollierten klinischen Studien betonte. Des Weiteren teilte Beecher korrekterweise Personen in diejenigen, die auf Placebos reagieren („placebo reactors“) bzw. nicht reagieren („placebo non-reactors“), ein. Beecher kam zu dem Schluss, dass 35 % der Patienten auf den Placebo-Effekt ansprachen.
Der Artikel von Beecher wurde zum meistzitierten Artikel zum Placebo-Effekt und zum Beginn der wissenschaftlichen Auseinandersetzung, auch wenn in den 1990er und 2000er Jahren die Ergebnisse von Beecher hinterfragt wurden. Auf den Effekt war er in seiner Zeit als Militärarzt gestoßen, als er sah, dass im Kampf verwundete Soldaten manchmal stundenlang kein Schmerzempfinden hatten. Beecher spritzte zur Schmerzbekämpfung im Feld manchmal Kochsalzlösung, wenn ihm das Morphin ausging, und erzielte damit scheinbar einen ähnlichen schmerzstillenden Effekt.

### Medizinethik
Als Professor für Anästhesiologie an der Harvard Medical School veröffentlichte Beecher 1966 einen Artikel, welcher auf 22 repräsentative Beispiele von unethischer klinischer Forschung aufmerksam machte, die das Leben von Patienten riskierten.
Dies führte zu Untersuchungen im Kongresses, sowie zu Kritik von Mediziner-Kollegen, welche eine unfaire Verallgemeinerung anhand von ein paar Fällen sahen.
Nach der Veröffentlichung des Artikels veränderte das National Institutes of Health und die Food and Drug Administration ihre Prüfrichtlinien, die einen Peer-Review-Verfahren und den Nachweis der Einwilligung in alle menschlichen Experimente erfordert. Dieser Artikel war Anlass zur Schaffung von Ethikkommissionen und der informierten Einwilligung als Standards, welche verfeinert und überwacht wurden.
Ebenfalls einflussreich war sein Report über Koma-Patienten und Hirntod.

## Auszeichnungen und Mitgliedschaften
Beecher erhielt 1931 und 1937 die Warren Triennial Prizes des MGH und wurde beim 150-jährigen Bestehen des MGH unter die 15 „Outstanding Alumni“ gezählt. 1955 wurde er in die American Academy of Arts and Sciences gewählt. 1974 wurde er Ritter des Dannebrogordens. Er war Gründer und Präsident der Association of University Anesthetists. Die Harvard Medical School verleiht jährlich den Henry K. Beecher Prize in Medical Ethics.
Zu seinen Schülern zählt der dänische Anästhesist und Mitbegründer der Intensivmedizin Björn Ibsen.

## Schriften
- The physiology of anesthesia. Oxford University Press, 1938.
- Resuscitation and anesthesia for wounded men; the management of traumatic shock. Thomas, Springfield, IL 1949.
- Principles, problems, and practices of anesthesia for thoracic surgery. Thomas, Springfield, IL 1952 und 1958.
- Experimentation in man. Thomas, Springfield, IL 1959.
- Measurement of Subjective Responses: Quantitative Effects of Drugs. Oxford University Press, 1959.
- Research and the Individual: Human Studies. Little, Brown, Boston 1970
- The Powerful Placebo. In: Journal of the American Medical Association. Band 159, 1955, Nr. 17, S. 1602 (pdf).
- Ethics and Clinical Research. In: New England Journal of Medicine. Band 274, Juni 1966, S. 367 (pdf).
- mit Mark D. Altschule: Medicine at Harvard : the first three hundred years. University Press of New England, Hanover 1977.